# Le Portrait spirituel
Le Portrait spirituel és un curtmetratge mut francès de 1903 dirigit per Georges Méliès. Va ser venut per la Star Film Company de Méliès i està numerat del 477 al 478 als seus catàlegs.
La pel·lícula dura uns dos minuts i sembla un remake de Le Livre magique (1900). Parodia les imatges de fantasmes falses creades per mitjans espiritualistes; Méliès, fervent crític de l'espiritualisme, l'aprofita aquí com una oportunitat per mostrar un nou efecte especial, una transformació creada amb una fosa sobre fons blanc. Els trucs de màgia escènica que presentaven una actitud semblant de burla cap a l'espiritualisme es feien sovint als recintes firals francesos per als quals Méliès va produir moltes de les seves pel·lícules. El concepte de la pel·lícula es pot veure com el contrari a les pel·lícules de Méliès Les Cartes vivantes i Le Menuet lilliputien; en aquestes pel·lícules, les persones vives surten dels retrats, mentre que en aquest cas el retrat ocupa el segon lloc.
Méliès apareix a la pel·lícula com el mag. El marc daurat i els tamborets utilitzats aquí reapareixen en diverses de les seves altres pel·lícules. Els efectes especials es van crear amb pirotècnia, escamoteigs, fosa i exposició múltiple.
La pel·lícula sobreviu en forma d'una impressió en paper de 35 mm.